# Būylā Pūsh
Būylā Pūsh (persiska: بویلا پوش, Pīleh Pūsh) är en ort i Iran.   Den ligger i provinsen Västazarbaijan, i den nordvästra delen av landet, 600 km nordväst om huvudstaden Teheran. Būylā Pūsh ligger 1 256 meter över havet och antalet invånare är 238.
Terrängen runt Būylā Pūsh är kuperad västerut, men österut är den platt. Runt Būylā Pūsh är det ganska tätbefolkat, med 75 invånare per kvadratkilometer. Närmaste större samhälle är Khvoy, 12,8 km nordost om Būylā Pūsh. Trakten runt Būylā Pūsh består i huvudsak av gräsmarker.